# سمارة نهرا
سمارة نهرا هي ممثلة وممثلة صوت لبنانية.

## فيلموغرافيا

### تلفاز
- إتهام - أم وليد. 2014[2]

## أعمالها في الدبلجة

### رسوم متحركة
- بابي إن ماي بوكيت: آدفينشيرز إن بوكيتفيل - إيما
- حكاية لعبة 2[3] - مدام بطاطس (النسخة العربية الفصحى)
- حكاية لعبة 3[4] - مدام بطاطس (النسخة العربية الفصحى)
- مختبر دكستر - دكستر[5]
- تشاودر - بانيني.

### مسلسلات
- مهما كان الثمن - اورسولا.

### أفلام
- تايم آوت :2018

بيل وسبستيان_انجيلينا

## وصلات خارجية
- سمارة نهرا على موقع IMDb (الإنجليزية)